# E-GSM

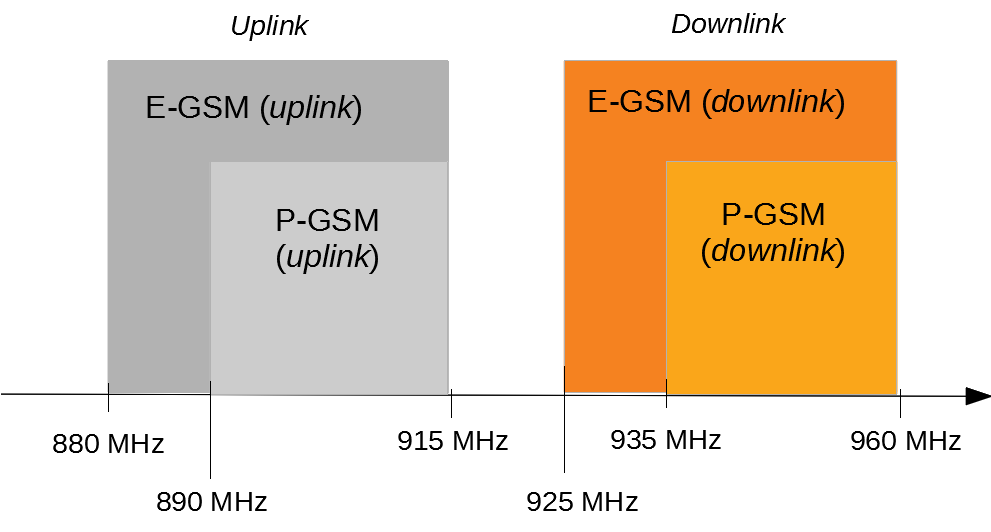
Pasma „w górę” i „w dół” przydzielone dla E-GSM na tle pasm P-GSM

E-GSM − zakres częstotliwości używanych przez sieci pracujące w standardzie GSM obejmujący 880 – 890 MHz (uplink) i 925 – 935 MHz (downlink). Termin ten używany jest przez różne organizacje standaryzujące i opisywany przez nie rozmiar spektrum radiowego może się różnić (zawsze jednak obejmuje wspomniane zakresy).

## Specyfikacje 3GPP
Pierwotnie, gdy definiowano spektrum radiowe dla pierwszych sieci GSM zarezerwowano 124 częstotliwości rozłożone co 200 kHz, dla tak zwanego Standard GSM 900 band (inna nazwa – Primary GSM 900 Band), P-GSM.
- 890 MHz do 915 MHz jako uplink, czyli częstotliwości na których telefony komórkowe nadają sygnał odbierany przez stacje bazowe.
- 935 MHz to 960 MHz jako downlink, czyli częstotliwości na których stacje bazowe nadają sygnał odbierany przez telefony komórkowe.

Częstotliwości te sąsiadowały z częstotliwościami używanymi przez sieci analogowe NMT, te jednak zaczęły wychodzić z użycia i zdefiniowano nowy zakres, tzw. Extended GSM 900 Band, E-GSM  (174 częstotliwości, rozłożone co 200 kHz):
- 880 MHz to 915 MHz jako uplink
- 925 MHz to 960 MHz jako downlink[1]

Konsorcjum 3GPP (rozwijające obecnie specyfikacje GSM) używa terminu E-GSM określając zakres częstotliwości 880-915 i 925-960 Mhz (używany w sieciach pracujących w standardzie GSM900).

## Rekomendacje CEPT
Często termin „E-GSM” używany jest tylko dla opisania zakresów częstotliwości 880-890 i 925-935 MHz, będącego różnicą pomiędzy Extended GSM 900 Band a Primary GSM 900 Band opisanych przez 3GPP. Tak na przykład stosują nazwę „E-GSM” Urząd Komunikacji Elektronicznej i operatorzy w dokumentacji na temat przetargów na dostępne częstotliwości. UKE opiera się tutaj na rekomendacjach przedstawianych przez komitet wchodzący w skład Europejskiej Konferencji Administracji Poczty i Telekomunikacji (CEPT).